# Aloys Lammers
Aloys Lammers (* 22. Dezember 1877 in Peterswaldau, Provinz Schlesien; † 24. Juni 1966 in Köln) war ein deutscher Jurist, Verwaltungsbeamter, Politiker (Zentrum und CDU) und der erste Präsident der Katholischen Deutschen Akademikerschaft (KDA).

## Leben und Beruf
Lammers wurde als Sohn eines Tierarztes geboren und wuchs in Berlin auf. Nach dem Abitur studierte er ab 1897 Rechtswissenschaft und Nationalökonomie an der Humboldt-Universität zu Berlin und wurde aktives Mitglied der katholischen Studentenverbindung K.St.V. Askania-Burgundia im KV, dem er zeitlebens verbunden blieb. Nach seinem Assessorexamen wurde Lammers 1906 Gerichtsassessor und arbeitete seit 1910 bei der Staatsanwaltschaft Berlin I. Seit 1914 war er als Staatsanwalt am Berliner Kammergericht tätig. Im Februar 1921 wurde er Ministerialrat Leiter der Hochschulabteilung im preußischen Wissenschaftsministerium. Ein besonderes Anliegen war Lammers die Unterstützung des Pergamonmuseums in Berlin.
Lammers wurde im Juni 1933 in den einstweiligen Ruhestand versetzt. In der Folgezeit wirkte er als Gutachter des Vatikans bei Konkordatsverletzungen. 1946 wurde er Leiter der Kultusabteilung des Oberpräsidiums der Provinz Nordrhein in Düsseldorf. Von 1948 bis 1952 war er Gründungspräsident der Katholischen Deutschen Akademikerschaft (KDA). Außerdem war er von 1950 bis 1953 Mitglied des Zentralkomitees der deutschen Katholiken (ZdK).
1952 wurde er von Kardinal-Großmeister Nicola Kardinal Canali zum Ritter des Ritterordens vom Heiligen Grab zu Jerusalem ernannt und am 1. Mai 1952 durch Lorenz Jaeger, Großprior der deutschen Statthalterei, investiert.
Lammers starb 1966 im Alter von 88 Jahren. Seine Grabstätte befindet sich auf dem Kölner Melaten-Friedhof.

## Öffentliche Ämter
Lammers amtierte von 1925 bis 1933 als Staatssekretär im preußischen Ministerium für Wissenschaft, Kunst und Volksbildung, in dieser Regierungsposition war er in Preußen der erste Katholik. Als Staatssekretär war Lammers 1929 maßgeblich an den preußischen Konkordatsverhandlungen beteiligt. Nach dem „Preußenschlag“ wurde er zum Reichskommissar ernannt und leitete vom 21. Juli bis zum 10. Oktober 1932 anstelle des sozialdemokratischen Ministers Adolf Grimme, zu dem er persönlich ein gutes Verhältnis hatte, das Preußische Wissenschaftsministerium.

## Ehrungen
- Ehrendoktorwürde (Dr. med. h. c.) der Universität Münster (1925)
- Großkreuz des Gregoriusordens (1929)
- Goethe-Medaille der Stadt Frankfurt (1932)
- Komtur des Ritterordens vom Heiligen Grab zu Jerusalem (1952)